# Paulo de Tarso
Paulo (nome de nascimento hebraico שָׁאוּל Sha’ul;, Cilícia c. 5 – c. 67), comumente conhecido como Paulo de Tarso ou São Paulo, foi um judeu fariseu da tribo de Benjamim e um dos mais influentes escritores, teólogos e pregadores do cristianismo, cujas obras compõem parte significativa do Novo Testamento. Foi instruído em Jerusalém pelo renomado rabino fariseu Gamaliel, membro do Sinédrio. Antes de iniciar a evangelização dos gentios com os ensinamentos de Jesus, participou no apedrejamento de Estêvão e perseguiu ativamente os primeiros seguidores do novo Messias.
A influência que exerceu no pensamento cristão, chamada "paulinismo", foi fundamental por causa do seu papel como preeminente apóstolo do Cristianismo durante a propagação inicial do Evangelho pelo Império Romano. Paulo também exerce uma grande influência na filosofia cristã, tendo Agostinho de Hipona e Tomás de Aquino usufruido de seu pensamento.
Conhecido também como Saulo, se dedicava à perseguição dos primeiros discípulos de Jesus na região de Jerusalém. De acordo com o relato na Bíblia, durante uma viagem entre Jerusalém e Damasco, numa missão para que, encontrando fiéis por lá, "os levasse presos a Jerusalém", Saulo teve uma visão de Jesus envolto numa grande luz, ficou cego, mas teve a visão recuperada após três dias por Ananias, que também o batizou. Começou então a pregar o Cristianismo. Juntamente com Simão Pedro e Tiago, o Justo, ele foi um dos mais proeminentes líderes do nascente cristianismo. Era também cidadão romano, o que lhe conferia uma situação legal privilegiada. A questão de sua cidadania romana gera certa curiosidade. Paulo afirma em Atos 22, 28 ser romano "de nascimento". Tal declaração parece indicar que o apóstolo herdou essa posição de seu pai.
Treze epístolas no Novo Testamento são atribuídas a Paulo, mas a sua autoria em sete delas é contestada por estudiosos modernos. A interpretação de Martinho Lutero das obras de Paulo influenciou fortemente sua doutrina de sola fide.
A conversão de Paulo mudou radicalmente o curso de sua vida. Com suas atividades missionárias e obras, Paulo acabou transformando as crenças religiosas e a filosofia de toda a região da bacia do Mediterrâneo. Sua liderança, influência e legado levaram à formação de comunidades dominadas por grupos gentios que adoravam o Deus de Israel, aderiam ao código moral judaico, mas que abandonaram o ritual e as obrigações alimentares da Lei Mosaica por causa dos ensinamentos de Paulo sobre a vida e obra de Jesus e seu "Novo Testamento", fundamentados na morte de Jesus e na sua ressurreição.

## Fontes de informação

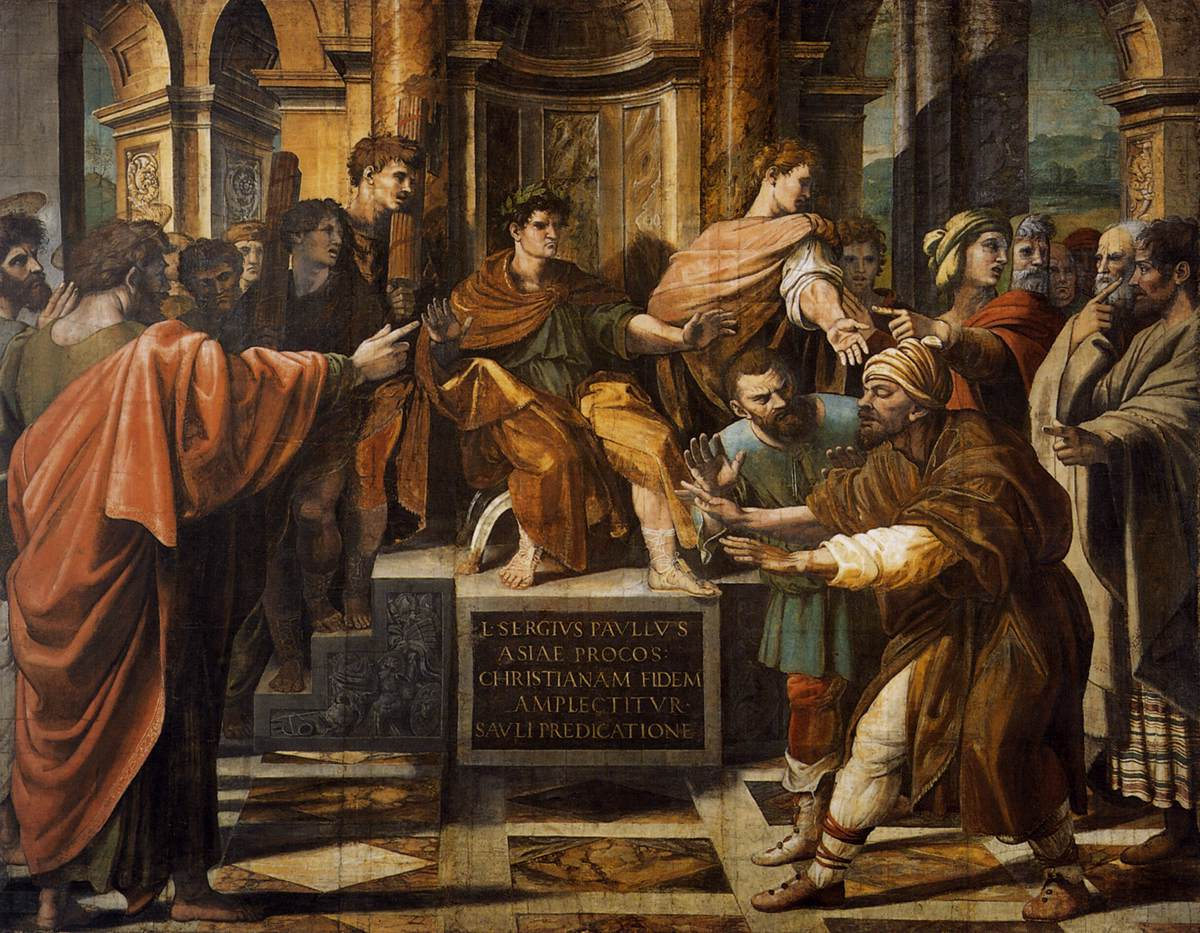
Conversão do procônsul Sérgio Paulo, de quem Saulo pode ter tomado emprestado o nome.
Por Rafael, no Museu Vitória e Alberto, em Londres

## Conversão e a sua missão

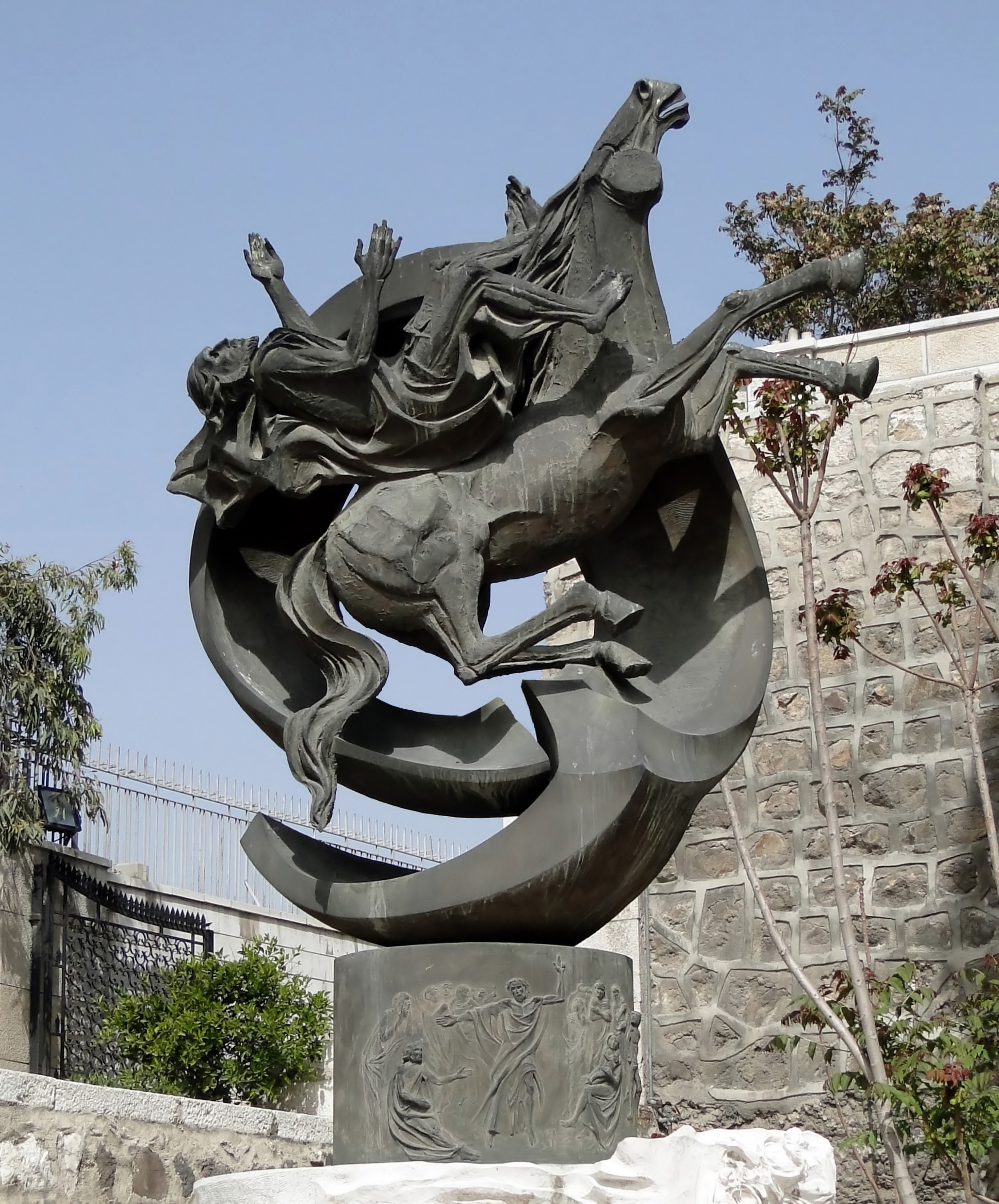
Conversão de Saulo em Damasco, na Síria

### Testemunho pós-conversão

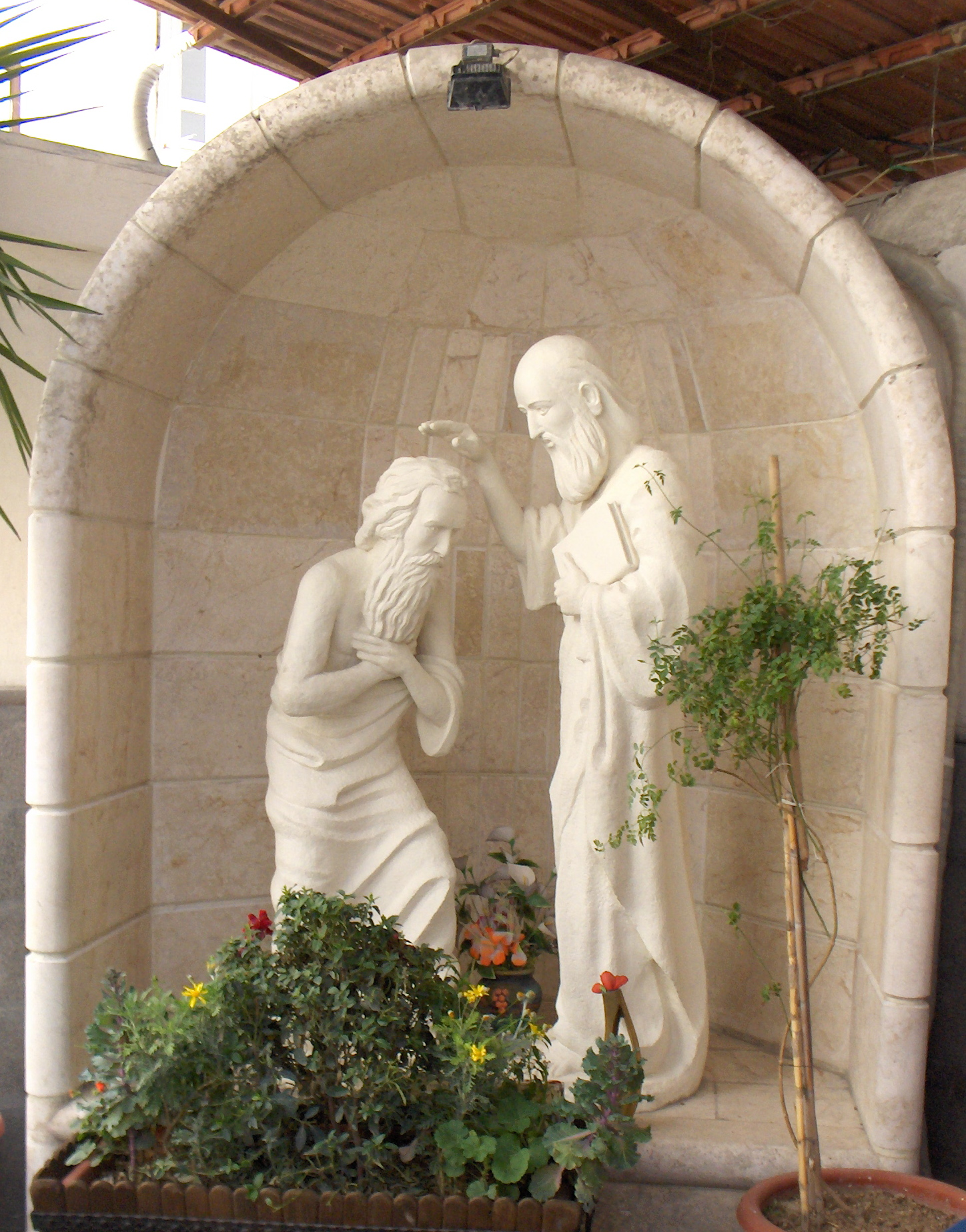
Batismo de Paulo por Ananias na casa de Ananias, em Damasco, na Síria

### Primeira viagem missionária

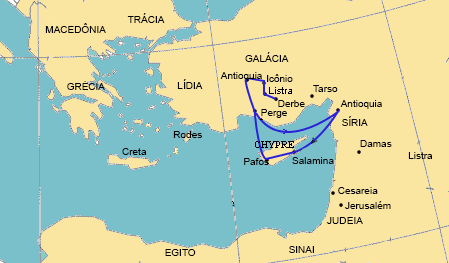
Primeira viagem

### Segunda viagem missionária

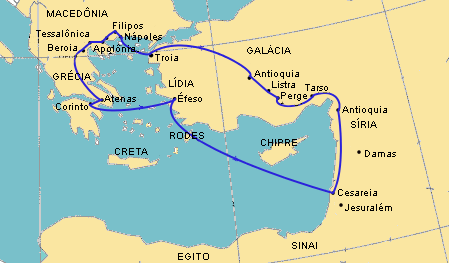
Segunda viagem

#### Concílio de Jerusalém

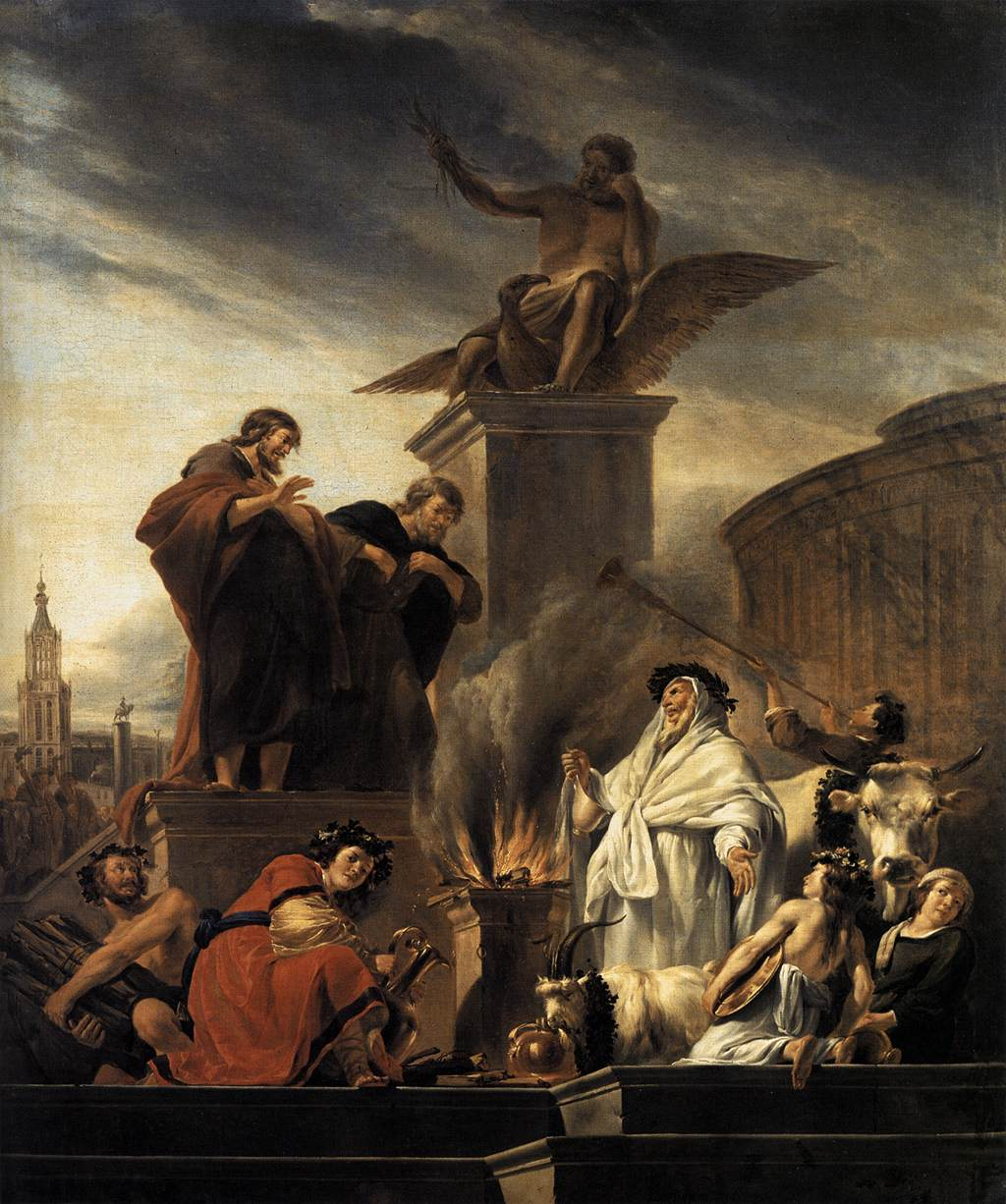
Paulo e Barnabé em Listra.
Por Nicolaes Berchem, 1650. Atualmente no Musée d'Art et d'Industrie, em Saint-Étienne, na França

### Terceira viagem missionária

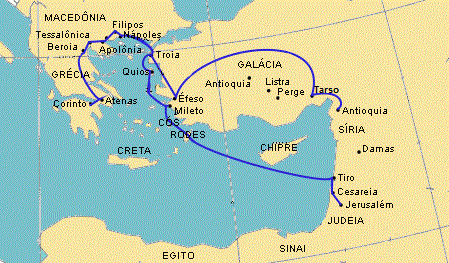
Terceira viagem

### Viagem a Roma

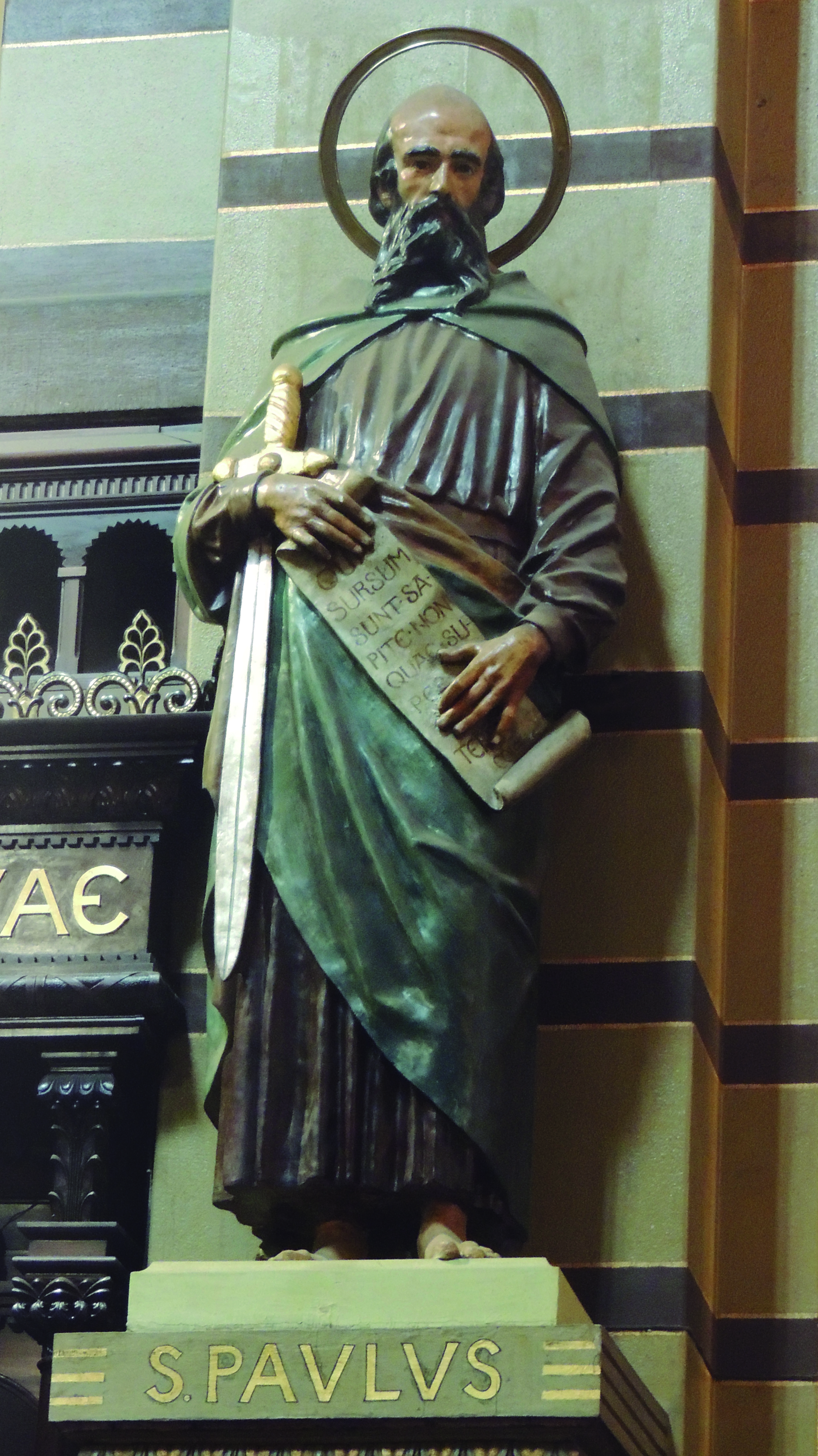
Estátua de São Paulo na Basílica de Nossa Senhora da Assunção do Mosteiro de São Bento (São Paulo) na cidade de São Paulo, Brasil

## Prisão e morte

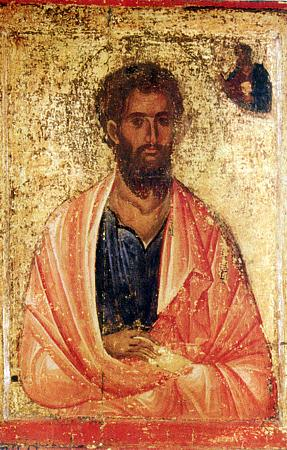
Tiago, irmão de Jesus, líder dos cristãos de Jerusalém, que avisou Paulo sobre os riscos de pregar contra a Torá em Jerusalém.

### Tradição sobre a morte de Paulo

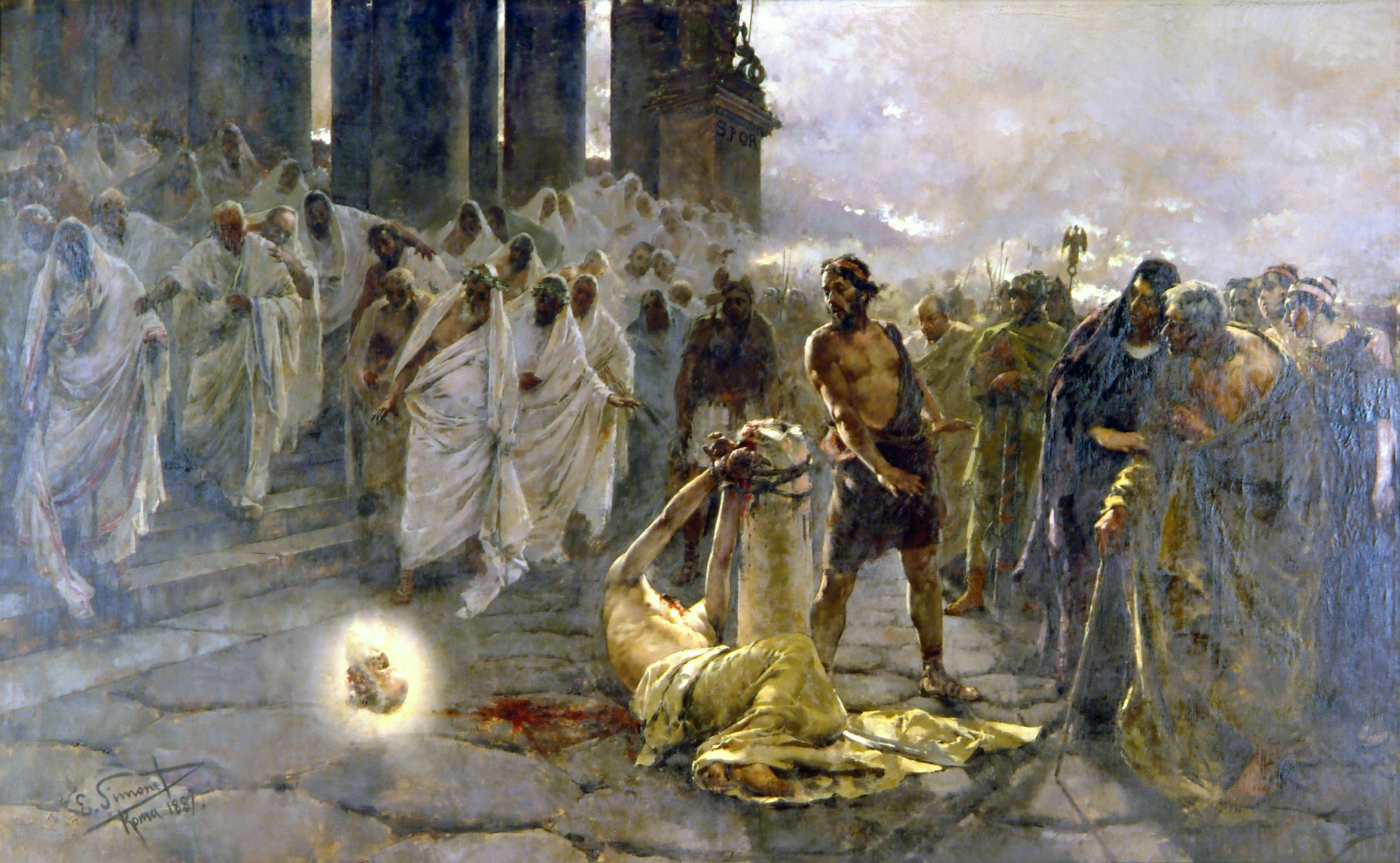
Decapitação de São Paulo.
Por Enrique Simonet, 1887

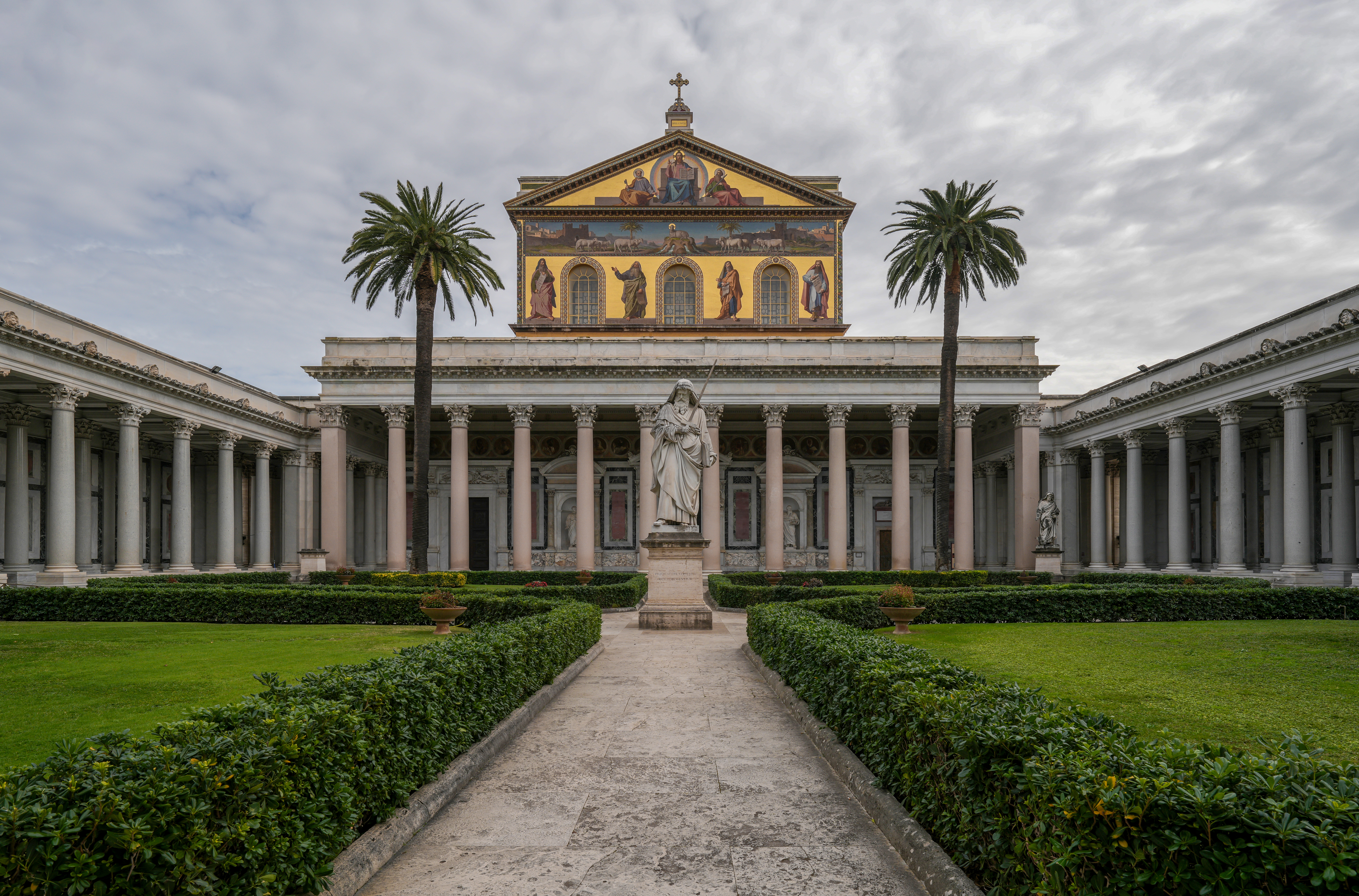
Basílica de São Paulo Extramuros com a estátua de Paulo na frente. Na basílica encontram-se as alegadas relíquias do apóstolo.
Em Roma

## Obras

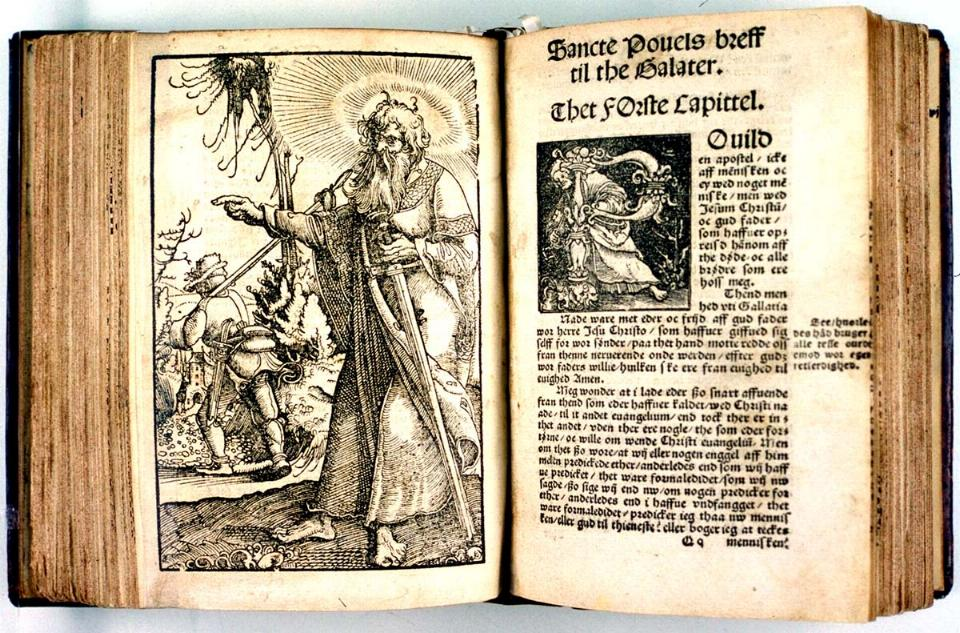
Epístola aos Gálatas.
Novo Testamento de 1524

### Atribuição de suas obras

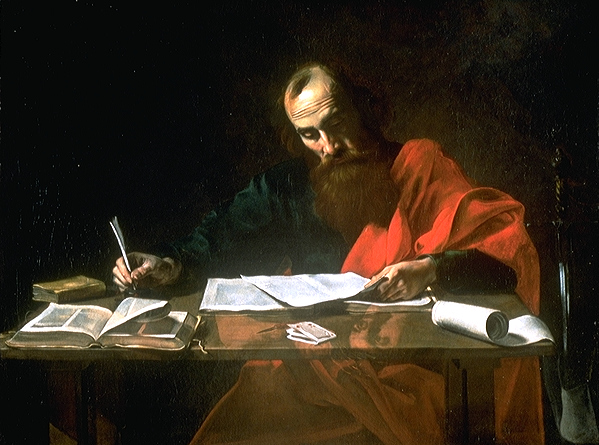
Paulo escrevendo suas epístolas.
Valentin de Boulogne ou Nicolas Tournier, século XVI, atualmente na Blaffer Foundation Collection, Houston, Texas